# Lista över svenska lantraser

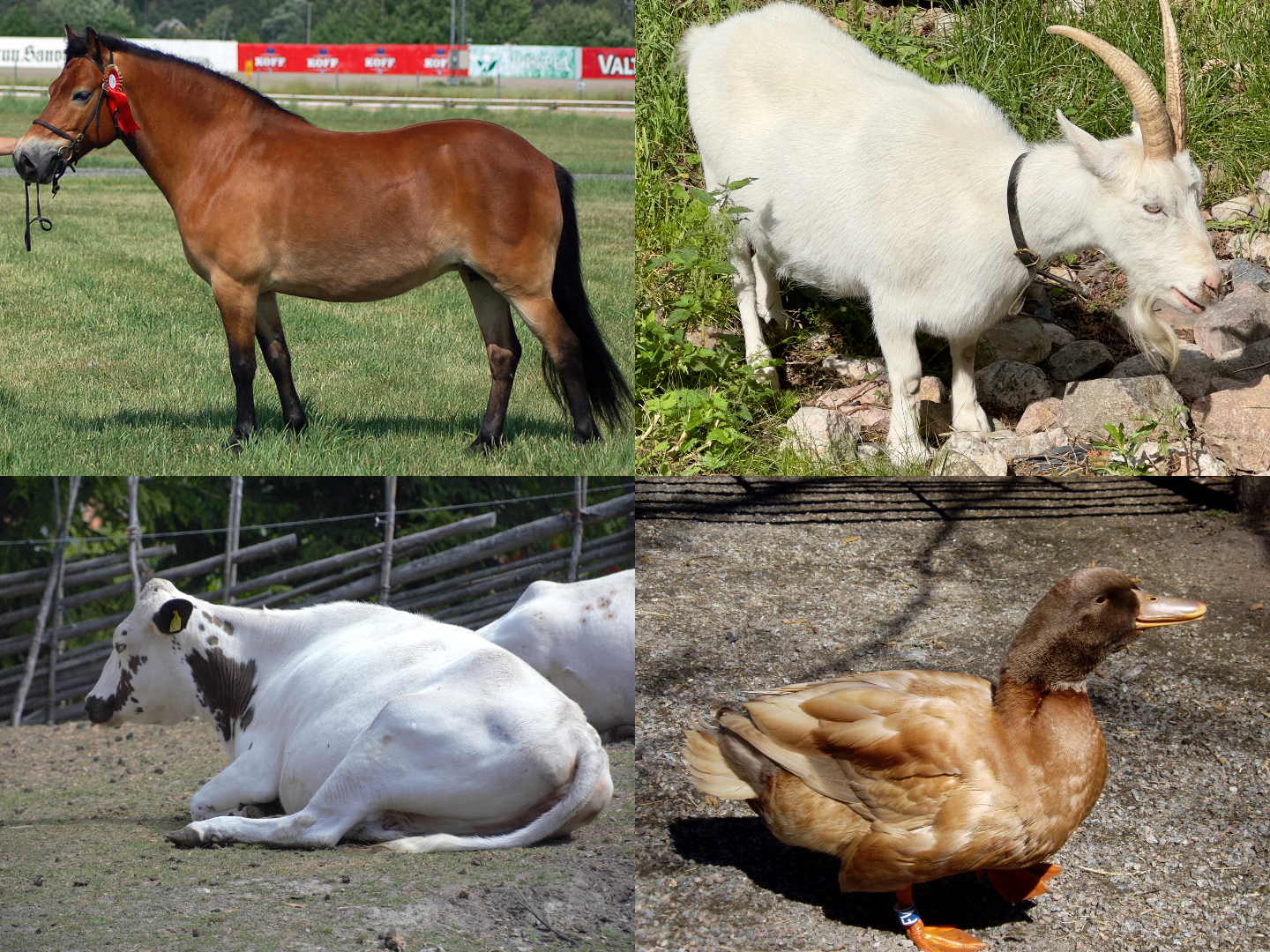
Medsols från övre vänster: Gotlandsruss, lappget, svensk gul anka, bohuskulla.

Lista över befintliga svenska lantraser. Svenska lantraser är husdjursraser som funnits under så långa tider i Sverige, i regel i en begränsad del av Sverige, att den anpassat sig genetiskt till lokal miljö. Länder som har undertecknat Konventionen om biologisk mångfald har ansvar för att bevara sina husdjursraser. I Sverige har Jordbruksverket som ansvar för sådant bevarandeansvar.

## Lista över raser

### Hästar
| Ras                  | Bild |
| -------------------- | ---- |
| Nordsvensk brukshäst |      |
| Gotlandsruss         |      |

### Kor
| Ras          | Bild |
| ------------ | ---- |
| Fjällnära ko |      |
| Väneko       |      |
| Ringamålako  |      |
| Granemålako  |      |
| Rögnarödsko  | –    |
| Bohuskulla   |      |

### Får
| Ras            | Bild |
| -------------- | ---- |
| Ryafår         |      |
| Gotlandsfår    |      |
| Gutefår        |      |
| Dalapälsfår    | –    |
| Roslagsfår     |      |
| Åsenfår        | –    |
| Helsingefår    | –    |
| Svärdsjöfår    |      |
| Klövsjöfår     | –    |
| Gestrikefår    | –    |
| Fjällnäsfår    | –    |
| Tabacktorpsfår | –    |
| Värmlandsfår   |      |

### Getter
| Ras       | Bild |
| --------- | ---- |
| Jämtget   |      |
| Lappget   |      |
| Göingeget |      |

### Grisar
| Ras           | Bild |
| ------------- | ---- |
| Linderödssvin |      |

### Ankor och gäss
| Ras             | Bild |
| --------------- | ---- |
| Skånegås        |      |
| Ölandsgås       |      |
| Blekingeanka    |      |
| Svensk blå anka |      |
| Svensk gul anka |      |
| Svensk myskanka |      |

### Höns
| Ras                      | Bild |
| ------------------------ | ---- |
| Bjurholmshöna            |      |
| Bohusläns-Dals svarthöna |      |
| Gotlandshöna             | –    |
| Hedemorahöna             |      |
| Kindahöna                |      |
| Orusthöna                |      |
| Åsbohöna                 |      |
| Skånsk blommehöna        |      |
| Ölandshöna               |      |
| Gammalsvensk dvärghöna   | –    |
| Öländsk dvärghöna        |      |

### Kaniner
| Ras            | Bild |
| -------------- | ---- |
| Gotlandskanin  |      |
| Mellerudskanin |      |